# Zegel (Oost-Azië)

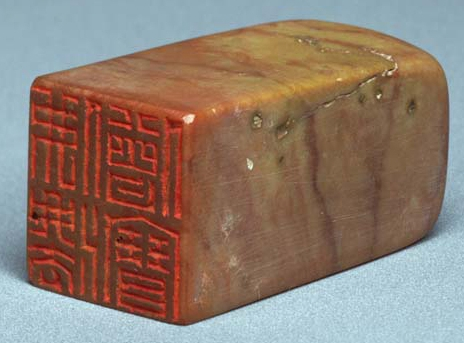
Een Japanse zegel die voor de afdruk hierboven is gebruikt.

Een zegel wordt in Oost-Aziatische landen als China, Japan, Taiwan en Korea gebruikt als handtekening in documenten, kunst en veel andere zaken waar de vermelding van de auteur, participant of eigenaar is vereist.

## Geschiedenis
Het gebruik van zegels in Oost-Azië heeft zijn oorsprong in China, waar ze gebruikt werden om oude Hanzi-tekens en decoratieve patronen aan te brengen. Archeologische vondsten bewijzen dat bronzen zegels al in de Shang-dynastie (ca. 1750 - 1122 v. Chr.) al in gebruik waren. In de derde eeuw voor Christus werden dankzij de economische verwikkelingen tussen de verschillende staten in China zegels steeds gangbaarder om administratieve documenten te bekrachtigen. Voor de tekst werd al vroeg het kleinzegelschrift (篆書; pinyin: zhuànshū) gebruikt, een schrift dat tegenwoordig in China en Japan nog uitsluitend voor zegels wordt gebruikt.

## In de kunst

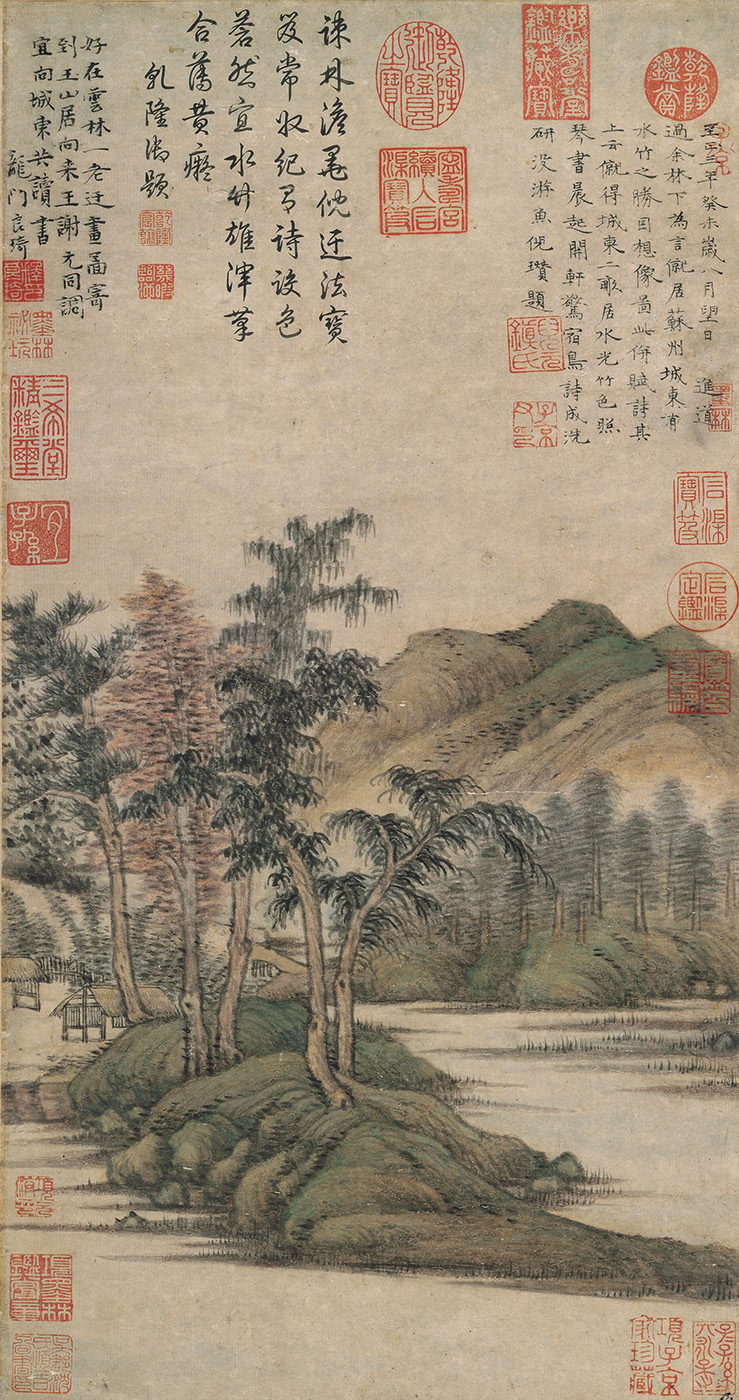
Water en bamboewoning van Ni Zan is in de loop der tijd regelmatig van eigenaar gewisseld, wat te zien is aan het aantal zegelafdrukken

Ook schilderijen en kalligrafieën werden na verloop van tijd door de maker voorzien van zijn persoonlijke zegel of de zegel van de studio. Een goedgeplaatste zegelafdruk kan balans in een kunstwerk brengen en veel kunstenaars hebben daarom een groot aantal eigen zegels. Dit zijn niet alleen naamzegels, maar ook zegelafdrukken met spreuken, filosofieën en artistieke namen. In de loop der eeuwen ontstond bij de eigenaars van schilderijen en kalligrafieën de gewoonte om de werken te voorzien van hun persoonlijke zegelafdrukken. Vaak wordt het kunstwerk daardoor echter uit balans gehaald.

## Uitvoering
De stempelinkt is in de regel altijd een rode pasta. Vaak wordt een giftig mengsel gebruikt van gemalen zijde, oliën en kwikoxide. De kleur rood heeft een rijke symbolische betekenis in de Chinese cultuur, het is de kleur van leven en vitaliteit, bloed en de zon. Het witte papier heeft de kleur van de goden; gecombineerd zijn de kleuren de symbolische band tussen levenskracht en eeuwigdurende gelukzaligheid.
Qua kleurstellingen bestaan er drie varianten:
- Zhuwen (朱文; Japans: shubun) betekent letterlijk 'rode karakters'. Bij dit zegel is het materiaal rond de karakters weggesneden (hoogdruk), een afdruk van dit zegel resulteert dus in rode karakters. Soms ook yang-zegel genoemd.

- Baiwen (白文; Japans: hakubun) betekent letterlijk 'witte karakters'. Bij dit zegel zijn de karakters uitgesneden (diepdruk), een afdruk van dit zegel resulteert dus in witte karakters. Soms ook yin-zegel genoemd.

- Zhubaiwen Xiangjianyin (朱白文相間印) betekent letterlijk 'rood-witte karakters gecombineerd zegel'. Dit zegel combineert bovenstaande zegels en geeft zowel witte als rode karakters.